# Adris suthepensis
Adris suthepensis är en fjärilsart som beskrevs av Hans Bänziger och Honey 1984. Adris suthepensis ingår i släktet Adris och familjen nattflyn. Inga underarter finns listade i Catalogue of Life.